# Coupe Memorial 2014
Navigation
Édition précédente Édition suivante
L'édition 2014 de la Coupe Memorial est présentée du 16 au 25 mai 2014 à London, dans la province de l'Ontario. Elle regroupe les champions de chacune des divisions de la Ligue canadienne de hockey, soit la Ligue de hockey junior majeur du Québec (LHJMQ), la Ligue de hockey de l'Ontario (LHO) et la Ligue de hockey de l'Ouest (LHOu).

## Équipes participantes
- Les Foreurs de Val-d'Or, équipe championne de la Ligue de hockey junior majeur du Québec.
- Le Storm de Guelph, équipe championne de la Ligue de hockey de l'Ontario.
- Les Oil Kings d'Edmonton, équipe championne de la Ligue de hockey de l'Ouest.
- Les Knights de London de la LHO représentent l'équipe hôte.

## Formule du tournoi
Pour le tour préliminaire, les quatre équipes participantes sont rassemblées dans une poule unique où elles s'affrontent toutes une fois. Une victoire rapporte 2 points tandis qu'une défaite n'en donne aucun. L'attribution des points reste la même que la rencontre se décide dans le temps réglementaire ou en prolongations. Le premier se qualifie directement pour la finale tandis que le deuxième et le troisième joue une demi-finale pour déterminer la seconde équipe finaliste.
Dans le cas où les deux derniers sont à égalité de points, un match d'élimination est joué pour déterminer l'équipe demi-finaliste. Si trois équipes sont à égalité pour les deux places en demi-finale, les nombres de buts inscrits et encaissés lors des rencontres entre les équipes concernées sont additionnés et divisés par le nombre de buts inscrits. L'équipe possédant le plus grand pourcentage se qualifie pour la demi-finale tandis que les deux autres joue un match d'élimination. S'il y a toujours égalité, les buts inscrits et encaissés lors de la rencontre contre le premier du classement sont alors pris en compte.
Dans le cas où les deux premiers sont à égalité de points, le vainqueur de la rencontre les ayant opposés se qualifie pour la finale. Si les trois premiers du classement sont à égalité, les nombres de buts inscrits et encaissés lors des rencontres entre les équipes concernées sont additionnés et divisés par le nombre de buts inscrits. L'équipe possédant le plus grand pourcentage se qualifie pour la finale tandis que les deux autres joue la demi-finale. S'il y a toujours égalité, les buts inscrits et encaissés lors de la rencontre contre le dernier du classement sont alors pris en compte.

## Effectifs
Voici la liste des joueurs représentant chaque équipe.
| No    | Nom                 | Nat. | Position      | Arrivée |
| ----- | ------------------- | ---- | ------------- | ------- |
| +001, | Justin Tugwell      |      | Gardien       |         |
| +007, | Zach Bell           |      | Défenseur     |         |
| +010, | Christian Dvorak    |      | Ailier gauche |         |
| +011, | Owen MacDonald      |      | Ailier droit  |         |
| +012, | Tristen Elie        |      | Ailier gauche |         |
| +014, | Gemel Smith         |      | Ailier gauche |         |
| +016, | Max Domi            |      | Ailier gauche |         |
| +021, | Chandler Yakimowicz |      | Centre        |         |
| +024, | Michael McCarron    |      | Ailier droit  |         |
| +026, | Tait Seguin         |      | Ailier gauche |         |
| +027, | Brett Welychka      |      | Ailier droit  |         |
| +035, | Jake Patterson      |      | Gardien       |         |
| +043, | Anthony Stolarz     |      | Gardien       |         |
| +044, | Dakota Mermis       |      | Défenseur     |         |
| +046, | Matt Rupert         |      | Ailier gauche |         |
| +052, | Alex Basso          |      | Défenseur     |         |
| +053, | Bo Horvat           |      | Centre        |         |
| +055, | Tim Bender          |      | Défenseur     |         |
| +057, | Brady Austin        |      | Défenseur     |         |
| +064, | Ryan Rupert – A     |      | Centre        |         |
| +065, | Nikita Zadorov      |      | Défenseur     |         |
| +071, | Chris Tierney – C   |      | Centre        |         |
| +074, | Aiden Jamieson      |      | Défenseur     |         |
| +077, | Josh Anderson – A   |      | Ailier droit  |         |
| +093, | Mitchell Marner     |      | Centre        |         |

| No    | Nom                      | Nat. | Position      | Arrivée |
| ----- | ------------------------ | ---- | ------------- | ------- |
| +002, | Randy Gazzola – A        |      | Défenseur     |         |
| +004, | Maxime Gravel            |      | Défenseur     |         |
| +005, | Guillaume Gélinas – A    |      | Défenseur     |         |
| +007, | Phil Pietroniro          |      | Ailier gauche |         |
| +008, | Anthony Manta – A        |      | Ailier droit  |         |
| +009, | Anthony Richard          |      | Centre        |         |
| +011, | Louick Marcotte          |      | Ailier gauche |         |
| +012, | Julien Gauthier          |      | Ailier droit  |         |
| +014, | Samuel Henley – C        |      | Centre        |         |
| +016, | Nicolas Aubé-Kubel       |      | Ailier droit  |         |
| +018, | Keven Larouche           |      | Défenseur     |         |
| +019, | Maxime Presseault        |      | Ailier gauche |         |
| +020, | Ryan Graves              |      | Défenseur     |         |
| +021, | Anthony Beauregard       |      | Centre        |         |
| +024, | Jérémie Fraser           |      | Défenseur     |         |
| +026, | Olivier Galipeau         |      | Défenseur     |         |
| +027, | Timotej Sille            |      | Centre        |         |
| +028, | Shawn Ouellette-St-Amant |      | Ailier gauche |         |
| +030, | Antoine Bibeau           |      | Gardien       |         |
| +033, | Keven Bouchard           |      | Gardien       |         |
| +047, | Owen Bennington          |      | Ailier gauche |         |
| +072, | Pierre-Maxime Poudrier   |      | Centre        |         |

| No    | Nom               | Nat. | Position      | Arrivée |
| ----- | ----------------- | ---- | ------------- | ------- |
| +003, | Steven Trojanovic |      | Défenseur     |         |
| +004, | Matt Finn – C     |      | Défenseur     |         |
| +006, | Phil Baltisberger |      | Défenseur     |         |
| +007, | Ben Harpur        |      | Défenseur     |         |
| +008, | Zac Leslie        |      | Défenseur     |         |
| +009, | Robby Fabbri      |      | Centre        |         |
| +010, | Nick Ebert        |      | Défenseur     |         |
| +011, | Jason Dickinson   |      | Ailier gauche |         |
| +012, | Ryan Horvat – A   |      | Centre        |         |
| +013, | Adam Craievich    |      | Ailier droit  |         |
| +015, | Marc Stevens      |      | Ailier droit  |         |
| +016, | Kerby Rychel      |      | Ailier gauche |         |
| +017, | Tyler Bertuzzi    |      | Ailier gauche |         |
| +019, | Stephen Pierog    |      | Centre        |         |
| +020, | Justin Auger      |      | Ailier droit  |         |
| +021, | Brock McGinn      |      | Ailier gauche |         |
| +022, | Pius Suter        |      | Centre        |         |
| +023, | Zack Mitchell – A |      | Ailier droit  |         |
| +024, | Scott Kosmachuk   |      | Ailier droit  |         |
| +026, | Chadd Bauman      |      | Défenseur     |         |
| +027, | Garrett McFadden  |      | Défenseur     |         |
| +031, | Matthew Mancina   |      | Gardien       |         |
| +036, | Justin Nichols    |      | Gardien       |         |

| No    | Nom                  | Nat. | Position      | Arrivée |
| ----- | -------------------- | ---- | ------------- | ------- |
| +002, | Cody Corbett – A     |      | Défenseur     |         |
| +004, | Blake Orban          |      | Défenseur     |         |
| +005, | Ashton Sautner       |      | Défenseur     |         |
| +008, | Griffin Reinhart – C |      | Défenseur     |         |
| +010, | Henrik Samuelsson    |      | Centre        |         |
| +011, | Luke Bertolucci      |      | Ailier droit  |         |
| +012, | Cole Benson          |      | Centre        |         |
| +013, | Brandon Baddock      |      | Ailier gauche |         |
| +014, | Riley Kieser – A     |      | Centre        |         |
| +017, | Brandon Ralph        |      | Ailier gauche |         |
| +018, | Reid Petryk          |      | Centre        |         |
| +020, | Mads Eller           |      | Ailier gauche |         |
| +021, | Tyler Robertson      |      | Ailier gauche |         |
| +022, | Ben Carroll          |      | Défenseur     |         |
| +023, | Edgars Kulda         |      | Ailier gauche |         |
| +024, | Aaron Irving         |      | Défenseur     |         |
| +025, | Lane Bauer           |      | Centre        |         |
| +027, | Curtis Lazar – A     |      | Centre        |         |
| +028, | Jesse Mills          |      | Défenseur     |         |
| +029, | Mitchell Moroz       |      | Ailier gauche |         |
| +030, | Tristan Jarry        |      | Gardien       |         |
| +035, | Tyler Santos         |      | Gardien       |         |
| +036, | Mitchell Walter      |      | Ailier droit  |         |
| +037, | Dysin Mayo           |      | Défenseur     |         |
| +039, | Brett Pollock        |      | Centre        |         |

## Résultats

### Tour préliminaire
| 16 mai | Val-d'Or | 1-0 (1-0, 0-0, 0-0) | London | Budweiser Gardens 8 863 spectateurs |

| Feuille de match | Feuille de match                    | Feuille de match | Feuille de match | Feuille de match                                                      |
| ---------------- | ----------------------------------- | ---------------- | ---------------- | --------------------------------------------------------------------- |
|                  | A. Mantha (S. Henley) — 16 min 20 s | 1-0              |                  | Arbitrage : Brett Iverson, Scott Oakman Dustin McCrank, Mike Hamilton |
| Antoine Bibeau   | Gardiens                            | Anthony Stolarz  |                  | Arbitrage : Brett Iverson, Scott Oakman Dustin McCrank, Mike Hamilton |
| 10 min           | Pénalités                           | 10 min           |                  | Arbitrage : Brett Iverson, Scott Oakman Dustin McCrank, Mike Hamilton |
| 28               | Tirs                                | 51               |                  | Arbitrage : Brett Iverson, Scott Oakman Dustin McCrank, Mike Hamilton |

| 17 mai | Guelph | 5-2 (1-0, 2-2, 2-0) | Edmonton | Budweiser Gardens 8 824 spectateurs |

| Feuille de match | Feuille de match | Feuille de match            | Feuille de match                                                | Feuille de match                                               |
| ---------------- | --- | --------------------------- | --------------------------------------------------------------- | -------------------------------------------------------------- |
|                  | K. Rychel (Z. Leslie, S. Trojanovic) — 19 min 55 s (SN) K. Rychel — 27 min 40 s (SN) B. McGinn (N. Ebert, J. Dickinson) — 34 min 52 s T. Bertuzzi (N. Ebert) — 45 min 46 s T. Bertuzzi (R. Horvat) — 55 min 49 s | 1-0 1-1 1-2 2-2 3-2 4-2 5-2 | H. Samuelsson — 21 min 19 s A. Sautner (C. Lazar) — 21 min 46 s | Arbitrage : Mario Maillet, Sean Reid Cory Piche, Jordan Browne |
| Justin Nichols   | Gardiens | Tristan Jarry               |                                                                 | Arbitrage : Mario Maillet, Sean Reid Cory Piche, Jordan Browne |
| 17 min           | Pénalités | 13 min                      |                                                                 | Arbitrage : Mario Maillet, Sean Reid Cory Piche, Jordan Browne |
| 32               | Tirs | 39                          |                                                                 | Arbitrage : Mario Maillet, Sean Reid Cory Piche, Jordan Browne |

| 18 mai | London | 2-5 (0-1, 1-2, 1-2) | Edmonton | Budweiser Gardens 8 863 spectateurs |

| Feuille de match               | Feuille de match                                                                                 | Feuille de match            | Feuille de match | Feuille de match                                                    |
| ------------------------------ | ------------------------------------------------------------------------------------------------ | --------------------------- | --- | ------------------------------------------------------------------- |
|                                | A. Basso (C. Tierney, M. Ruppert) — 36 min 12 s D. Mermis (C. Yakimowicz, M. Domi) — 49 min 27 s | 0-1 0-2 1-2 1-3 1-4 2-4 2-5 | R. Petryk (E. Kulda, B. Pollock) — 9 min 42 s E. Kulda (A. Sautner) — 26 min 5 s E. Kulda (C. Corbett) — 38 min 4 s L. Bertolucci (R. Kieser) — 45 min 54 s L. Bertolucci (G. Reinhart, R. Kieser) — 58 min 23 s (SN) | Arbitrage : Brett Iverson, Sean Reid Mike Harrington, Mike Hamilton |
| Anthony Stolarz Jake Patterson | Gardiens                                                                                         | Tristan Jarry               | | Arbitrage : Brett Iverson, Sean Reid Mike Harrington, Mike Hamilton |
| 18 min                         | Pénalités                                                                                        | 10 min                      | | Arbitrage : Brett Iverson, Sean Reid Mike Harrington, Mike Hamilton |
| 40                             | Tirs                                                                                             | 43                          | | Arbitrage : Brett Iverson, Sean Reid Mike Harrington, Mike Hamilton |

| 19 mai | Guelph | 6-3 (3-0, 3-2, 0-1) | Val-d'Or | Budweiser Gardens 8 796 spectateurs |

| Feuille de match | Feuille de match | Feuille de match                    | Feuille de match | Feuille de match                                                   |
| ---------------- | --- | ----------------------------------- | --- | ------------------------------------------------------------------ |
|                  | K. Rychel (Z. Mitchell, R. Fabbri) — 59 s Z. Mitchell (N. Ebert, M. Finn) — 4 min J. Dickinson (S. Kosmachuk, B. McGinn) — 5 min 50 s P. Suter (S. Kosmachuk, B. McGinn) — 28 min 13 s - R. Fabbri (K. Rychel, Z. Mitchell) — 36 min 4 s T. Bertuzzi (S. Kosmachuk, M. Finn) — 39 min 52 s - | 1-0 2-0 3-0 4-0 4-1 4-2 5-2 6-2 6-3 | - R. Gazzola (G. Gélinas, A. Mantha) — 31 min 59 s (SN) T. Sille (M. Presseault, S. Ouellette-St-Amant) — 32 min 55 s - A. Beauregard (T. Sille, J. Fraser) — 52 min 32 s (SN) | Arbitrage : Mario Maillet, Scott Oakman Cory Piche, Dustin McCrank |
| Justin Nichols   | Gardiens | Antoine Bibeau Keven Bouchard       | | Arbitrage : Mario Maillet, Scott Oakman Cory Piche, Dustin McCrank |
| 13 min           | Pénalités | 14 min                              | | Arbitrage : Mario Maillet, Scott Oakman Cory Piche, Dustin McCrank |
| 49               | Tirs | 33                                  | | Arbitrage : Mario Maillet, Scott Oakman Cory Piche, Dustin McCrank |

| 20 mai | Edmonton | 3-4 (2 pr) (2-1, 0-1, 1-1, 0-0, 0-1) | Val-d'Or | Budweiser Gardens 8 745 spectateurs |

| Feuille de match | Feuille de match | Feuille de match            | Feuille de match | Feuille de match                                                       |
| ---------------- | --- | --------------------------- | --- | ---------------------------------------------------------------------- |
|                  | R. Petryk (C. Lazar, C. Corbett) — 6 min 22 s C. Lazar (A. Sautner, H. Samuelsson) — 9 min (SN) - H. Samuelsson (B. Pollock, C. Corbett) — 45 min 46 s - | 1-0 2-0 2-1 2-2 3-2 3-3 3-4 | - S. Ouelette-St-Amand (R. Graves) — 17 min 4 s PM. Poudrier — 29 min 38 s (IN) - S. Henley (A. Richard, A. Mantha) — 55 min 49 s A. Richard — 81 min 15 s | Arbitrage : Scott Oakman, Brett Iverson Jordan Browne, Mike Harrington |
| Tristan Jarry    | Gardiens | Antoine Bibeau              | | Arbitrage : Scott Oakman, Brett Iverson Jordan Browne, Mike Harrington |
| 6 min            | Pénalités | 8 min                       | | Arbitrage : Scott Oakman, Brett Iverson Jordan Browne, Mike Harrington |
| 50               | Tirs | 33                          | | Arbitrage : Scott Oakman, Brett Iverson Jordan Browne, Mike Harrington |

| 21 mai | London | 2-7 (1-2, 1-2, 0-3) | Guelph | Budweiser Gardens 8 863 spectateurs |

| Feuille de match               | Feuille de match                                                                                          | Feuille de match                    | Feuille de match | Feuille de match                                                    |
| ------------------------------ | --- | ----------------------------------- | --- | ------------------------------------------------------------------- |
|                                | - B. Welychka (R. Rupert, M. Domi) — 17 min 5 s (SN) - J. Anderson (M. Marmer, B. Austin) — 25 min 34 s - | 0-1 0-2 1-2 1-3 2-3 2-4 2-5 2-6 2-7 | S. Kosmachuk (B. McGinn, J. Dickinson) — 5 min 56 s S. Kosmachuk (R. Fabbri, M. Finn) — 12 min 44 s (SN) - T. Bertuzzi (M. Finn, B. McGinn, m-22) — 23 s (SN) - T. Bertuzzi (J. Dickinson) — 36 min 5 s J. Dickinson (N. Ebert) — 41 min 20 s (SN) S. Kosmachuk (K. Rychel, R. Fabbri) — 48 min 1 s M. Stevens (Z. Leslie, S. Trojanovic) — 57 min 14 s | Arbitrage : Mario Maillet, Sean Reid Mike Hamilton, Mike Harrington |
| Jake Patterson Anthony Stolarz | Gardiens                                                                                                  | Justin Nichols                      | | Arbitrage : Mario Maillet, Sean Reid Mike Hamilton, Mike Harrington |
| 30 min                         | Pénalités                                                                                                 | 17 min                              | | Arbitrage : Mario Maillet, Sean Reid Mike Hamilton, Mike Harrington |
| 47                             | Tirs | 38                                  | | Arbitrage : Mario Maillet, Sean Reid Mike Hamilton, Mike Harrington |

| Clt   | Équipe               | PJ | V | D | DP | BP | BC | Pts |
| ----- | -------------------- | -- | - | - | -- | -- | -- | --- |
| +001, | Storm de Guelph      | 3  | 3 | 0 | 0  | 18 | 7  | 6   |
| +002, | Foreurs de Val-d'Or  | 3  | 2 | 1 | 0  | 8  | 9  | 4   |
| +003, | Oil Kings d'Edmonton | 3  | 1 | 1 | 1  | 10 | 11 | 2   |
| +004, | Knights de London    | 3  | 0 | 3 | 0  | 4  | 13 | 0   |

- Finaliste
- Demi-finaliste

### Phase finale

#### Demi-finale
| 23 mai | Edmonton | 4-3 (3 pr) (1-1, 2-1, 0-1, 0-0, 0-0, 1-0) | Val-d'Or | Budweiser Gardens 8 776 spectateurs |

| Feuille de match | Feuille de match | Feuille de match            | Feuille de match | Feuille de match                                                  |
| ---------------- | --- | --------------------------- | --- | ----------------------------------------------------------------- |
|                  | M. Eller (G. Reinhart, M. Moroz) — 9 min M. Moroz (D. Mayo, C. Corbett) — 26 min 34 s (SN) E. Kulda (R. Petryk) — 29 min 45 s C. Lazar (C. Corbett, R. Petryk) — 102 min 42 s | 0-1 1-1 2-1 3-1 3-2 3-3 4-3 | P. Pietroniro (A. Beauregard, R. Gazzola) — 1 min 49 s R. Gazzola (A. Beauregard, R. Graves) — 37 min 52 s G. Gélinas (A. Mantha, L. Marcotte) — 59 min 24 s | Arbitrage : Scott Oakman Brett Iverson Mike Harrington Cory Piche |
| T. Jarry         | Gardiens | A. Bibeau                   | | Arbitrage : Scott Oakman Brett Iverson Mike Harrington Cory Piche |
| 10 min           | Pénalités | 8 min                       | | Arbitrage : Scott Oakman Brett Iverson Mike Harrington Cory Piche |
| 54               | Tirs | 49                          | | Arbitrage : Scott Oakman Brett Iverson Mike Harrington Cory Piche |

#### Finale
| 25 mai | Edmonton | 6-3 (1-2, 3-0, 2-1) | Guelph | Budweiser Gardens 8 863 spectateurs |

| Feuille de match | Feuille de match | Feuille de match                    | Feuille de match | Feuille de match                                                 |
| ---------------- | --- | ----------------------------------- | --- | ---------------------------------------------------------------- |
|                  | C. Corbett (H. Samuelsson, G. Reinhart) — 9 min 38 s (SN) T. Robertson (C. Benson) — 21 min 58 s E. Kulda (A. Sautner, H. Samuelsson) — 26 min 6 s (SN) M. Moroz (E. Kulda, H. Samuelsson) — 34 min 19 s H. Samuelsson (E. Kulda, M. Moroz) — 45 min H. Samuelsson — 58 min 34 s (CV) | 0-1 1-1 1-2 2-2 3-2 4-2 4-3 5-3 6-3 | R. Fabbri (K. Rychel, Z. Mitchell) — 1 min S. Pierog (P. Suter, Z. Leslie) — 16 min 36 s Z. Mitchell (K. Rychel, R. Fabbri) — 43 min 23 s | Arbitrage : Mario Maillet Sean Reid Dustin McCrank Mike Hamilton |
| T. Jarry         | Gardiens | J. Nichols                          | | Arbitrage : Mario Maillet Sean Reid Dustin McCrank Mike Hamilton |
| 6 min            | Pénalités | 8 min                               | | Arbitrage : Mario Maillet Sean Reid Dustin McCrank Mike Hamilton |
| 45               | Tirs | 35                                  | | Arbitrage : Mario Maillet Sean Reid Dustin McCrank Mike Hamilton |

## Statistiques

### Meilleurs pointeurs
| Clt | Joueur            | Équipe               | PJ | B | A | Pts | Pun |
| --- | ----------------- | -------------------- | -- | - | - | --- | --- |
| 1   | Henrik Samuelsson | Oil Kings d'Edmonton | 5  | 4 | 4 | 8   | 4   |
| 2   | Edgars Kulda      | Oil Kings d'Edmonton | 5  | 4 | 3 | 7   | 4   |
| 3   | Kerby Rychel      | Storm de Guelph      | 4  | 3 | 4 | 7   | 0   |
| 4   | Robby Fabbri      | Storm de Guelph      | 4  | 2 | 4 | 6   | 4   |
| 5   | Cody Corbett      | Oil Kings d'Edmonton | 5  | 1 | 5 | 6   | 2   |
| 6   | Tyler Bertuzzi    | Storm de Guelph      | 4  | 5 | 0 | 5   | 10  |
| 7   | Scott Kosmachuk   | Storm de Guelph      | 4  | 3 | 2 | 5   | 4   |
| 8   | Jason Dickinson   | Storm de Guelph      | 4  | 2 | 3 | 5   | 2   |
| 9   | Zack Mitchell     | Storm de Guelph      | 4  | 2 | 3 | 5   | 5   |
| 10  | Brock McGinn      | Storm de Guelph      | 4  | 1 | 4 | 5   | 2   |

### Meilleurs gardiens
| Clt | Joueur          | Équipe               | PJ | V | D | DP | Bl | Moy  | %Arr |
| --- | --------------- | -------------------- | -- | - | - | -- | -- | ---- | ---- |
| 1   | Antoine Bibeau  | Foreurs de Val-d'Or  | 4  | 2 | 1 | 1  | 1  | 2,76 | 93,2 |
| 2   | Tristan Jarry   | Oil Kings d'Edmonton | 5  | 3 | 1 | 1  | 0  | 2,80 | 91,0 |
| 3   | Justin Nichols  | Storm de Guelph      | 4  | 3 | 1 | 0  | 0  | 3,02 | 92,6 |
| 4   | Anthony Stolarz | Knights de London    | 3  | 0 | 3 | 0  | 0  | 3,49 | 90,7 |

## Honneurs individuels
Cette section présente les meilleurs joueurs du tournoi.

### Trophées
- Trophée Stafford-Smythe (meilleur joueur) : Edgars Kulda, Oil Kings d'Edmonton
- Trophée George-Parsons (meilleur esprit sportif) : Curtis Lazar, Oil Kings d'Edmonton
- Trophée Hap-Emms (meilleur gardien) : Antoine Bibeau, Foreurs de Val-d'Or
- Trophée Ed-Chynoweth (meilleur buteur) : Henrik Samuelsson, Oil Kings d'Edmonton

### Équipe d'étoiles
- Gardien : Antoine Bibeau des Foreurs de Val-d'Or.
- Défenseurs : Cody Corbett des Oil Kings d'Edmonton et Matt Finn du Storm de Guelph.
- Attaquants : Edgars Kulda des Oil Kings d'Edmonton, Kerby Rychel du Storm de Guelph et Henrik Samuelsson des Oil Kings d'Edmonton.